# 389 Industria
389 Industria eller A894 EE är en stor asteroid i huvudbältet, som upptäcktes 8 mars 1894 av den franske astronomen Auguste Charlois. Den är uppkallad efter latinska ordet för Flit.
Asteroiden har en diameter på ungefär 74 kilometer.